# Щербина, Олег Фёдорович
Олег Фёдорович Щербина (18 октября 1958, Харцызск, Донецкая область, УССР — 2 июня 2020, Донецк, Украина) — российский журналист, редактор.

## Биография
Родился 18 октября 1958 года в Харцызске Донецкой области. Чуть позже семья перебралась в райцентр Александровка Донецкой области. Окончив в Александровке среднюю школу, поступил на литфак Таганрогского педагогического института.
По окончании в 1980 году института, работал по распределению учителем в сельской школе, затем старшим научным сотрудником в Таганрогском литературном музее А. П. Чехова.
С 1985 года активно занимался журналистикой. Работал редактором радио на таганрогском заводе «Красный котельщик», откуда был изгнан администрацией предприятия со скандалом за дерзкие публикации. «Последней каплей», переполнившей чашу терпения партийного руководства, послужила радиопередача Щербины, в которой тот озвучил множественные факты нарушений закона на прошедших в Таганроге выборах в городской и областной советы народных депутатов в марте 1990 года. Как заявил директор «Красного котельщика» Г. И. Левченко, Щербина «возомнил себя Невзоровым».  После публикации  в «Литературной газете» статьи об этой истории, увольнение Олега Щербины получило всесоюзный резонанс как пример противодействия гласности со стороны провинциальных номенклатурных элит.
В декабре 1990 года Олег Щербина участвовал в работе 1-го всероссийского съезда Демократической партии России. Выступил одним из организаторов Таганрогского отделения этой партии.
В 1991 году основал в Таганроге первую независимую телекомпанию «ТТК» («Таганрогская телекомпания»), поражавшую горожан острыми злободневными репортажами и аналитическими материалами. Во время августовского путча 1991 года, ещё не имея вещательных возможностей, сотрудники «ТТК» через спутниковое телевидение получали репортажи об осаде в Москве Белого дома, переводили их на русский язык и развозили видеокассеты для транслирования по частным кабельным телевизионным сетям, распространённым тогда во всех микрорайонах города. 
Воспитал в коллективе Таганрогской телекомпании плеяду молодых авторов, впоследствии ставших основой новой генерации таганрогской журналистики 90-х годов.
Работал журналистом газеты «Таганрогская правда». В сентябре 1994 года создал шестнадцатиполосный городской еженедельник «Эхо недели», издававшийся до 1998 года.
В 2001 году совместно с Алексеем Строгановым создал «Новую таганрогскую газету». Работал заместителем главного редактора «Новой таганрогской газеты» до декабря 2002 года.
В декабре 2002 года, после перенесённого тяжёлого  инсульта, оставил работу и переехал к родственникам в Донецк. 
Умер 2 июня 2020 года в Донецке. Похоронен на городском кладбище «Донецкое море».